# Marathon de Boston 2019
Navigation
Édition précédente Édition suivante
Le Marathon de Boston de 2019 est la 123e édition du Marathon de Boston dans le Massachusetts qui a lieu le 15 avril 2019 (Patriots' Day).
Le Kényan Lawrence Cherono remporte la course masculine avec un temps de 2 h 7 min 57 s, et l'Éthiopienne Worknesh Degefa s'adjuge le titre féminin avec un temps de 2 h 23 min 31 s.

## Description de la course
La course masculine s'achève sur un sprint dans Boylston Street. Deux fois vainqueur (2013 et 2015), Lelisa Desisa a une légère avance sur Lawrence Cherono, suivi de près par Kenneth Kipkemoi. Cherono se rapproche de Desisa puis les deux hommes se mettent à sprinter, épaule contre épaule. Au cours des dernières mètres alors que Cherono gagne un petit avantage, Desisa abandonne la poursuite et franchi la ligne d'arrivée derrière Cherono. C’est l’arrivée la plus disputée depuis 1988.
Worknesh Degefa prend tôt le contrôle de la course féminine, quittant le peloton après seulement 8 kilomètres de course alors qu'elle n'avait jamais vu le parcours auparavant mise à part une vidéo sur Youtube. Elle n'a même pas fait de reconnaissance du parcours. À la marque des 30 kilomètres, Degefa mène de presque trois minutes sur ses poursuivantes. Edna Kiplagat sprinte sur Heartbreak Hill pour tenter de rattraper Degefa, réduisant l'écart à 42 secondes.

## Résultats

### Hommes

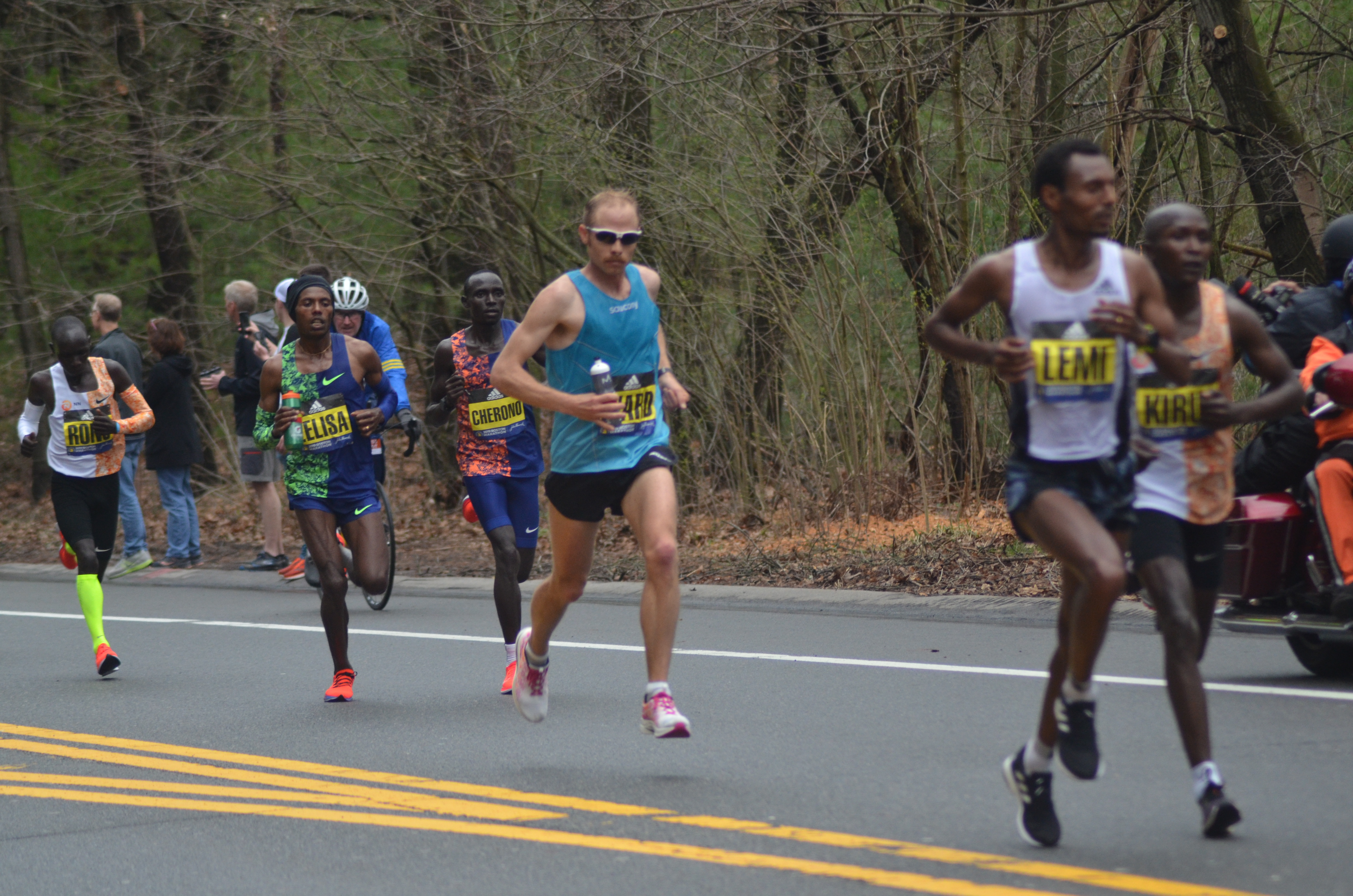
Hommes de tête approchant la mi-course.

| Place | Athlète          | Nationalité | Temps   |
| ----- | ---------------- | ----------- | ------- |
| 1     | Lawrence Cherono | Kenya       | 2:07:57 |
| 2     | Lelisa Desisa    | Éthiopie    | 2:07:59 |
| 3     | Kenneth Kipkemoi | Kenya       | 2:08:07 |
| 4     | Felix Kandie     | Kenya       | 2:08:54 |
| 5     | Geoffrey Kirui   | Kenya       | 2:08:55 |
| 6     | Philemon Rono    | Kenya       | 2:08:57 |
| 7     | Scott Fauble     | États-Unis  | 2:09:09 |
| 8     | Jared Ward       | États-Unis  | 2:09:25 |
| 9     | Festus Talam     | Kenya       | 2:09:25 |
| 10    | Benson Kipruto   | Kenya       | 2:09:53 |

### Femmes

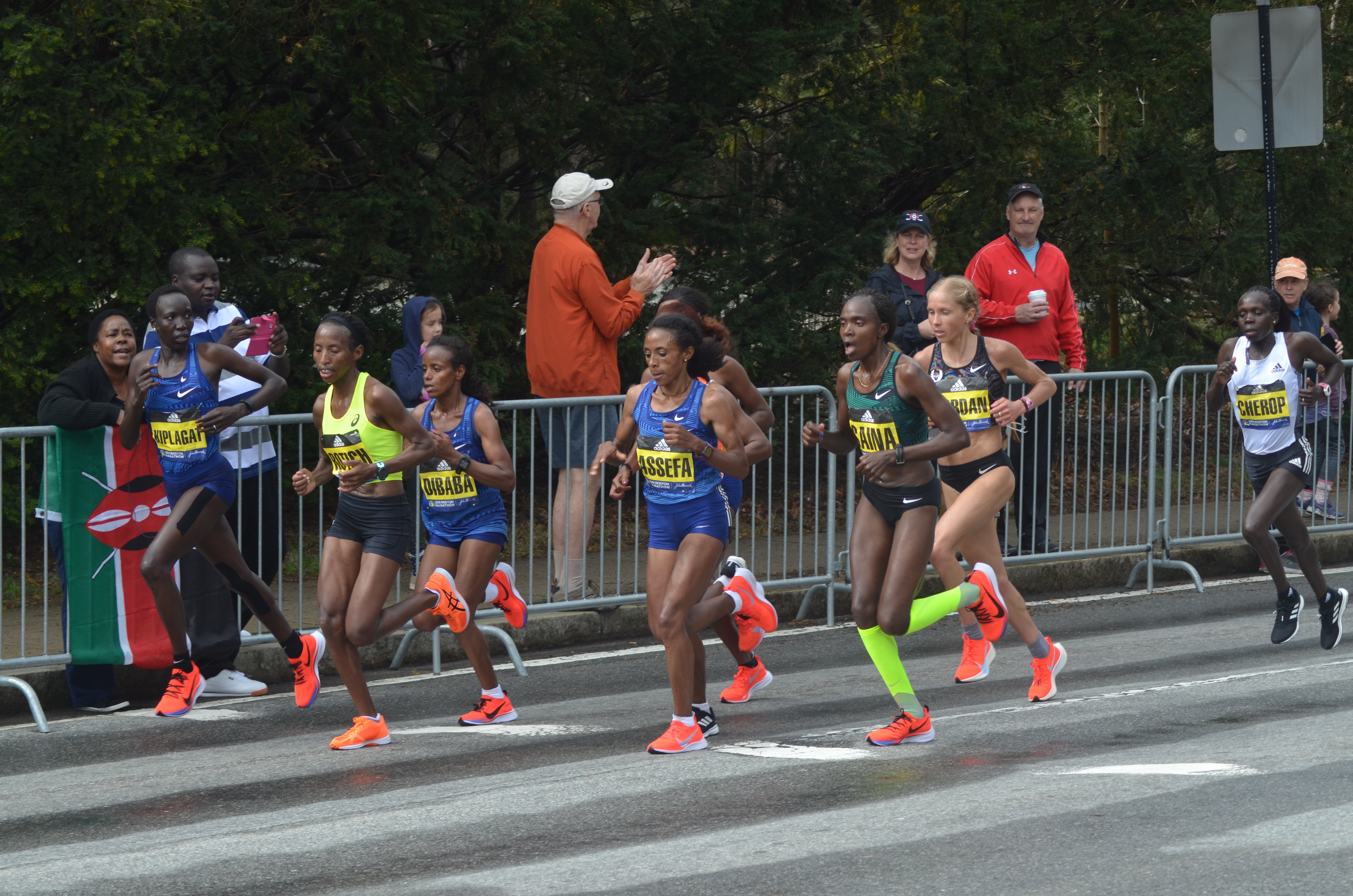
Femmes de tête approchant la mi-course.

| Place | Athlète           | Nationalité | Temps   |
| ----- | ----------------- | ----------- | ------- |
| 1     | Worknesh Degefa   | Éthiopie    | 2:23.31 |
| 2     | Edna Kiplagat     | Kenya       | 2:24:13 |
| 3     | Jordan Hasay      | États-Unis  | 2:25:20 |
| 4     | Meskerem Assefa   | Éthiopie    | 2:25:40 |
| 5     | Desiree Linden    | États-Unis  | 2:27:00 |
| 6     | Caroline Rotich   | Kenya       | 2:28:27 |
| 7     | Mary Ngugi        | Kenya       | 2:28:33 |
| 8     | Biruktayit Eshetu | Éthiopie    | 2:29:10 |
| 9     | Lindsay Flanagan  | États-Unis  | 2:30:07 |
| 10    | Betsy Saina       | Kenya       | 2:30:32 |